# سیلم (داکوتای جنوبی)
سیلم(به انگلیسی: Salem) شهری در ایالت داکوتای جنوبی کشور ایالات متحده آمریکا است که جمعیت آن در سرشماری سال ۲۰۱۰ میلادی، ۱٬۳۴۷ نفر بوده‌است.